# Raíz de un polinomio

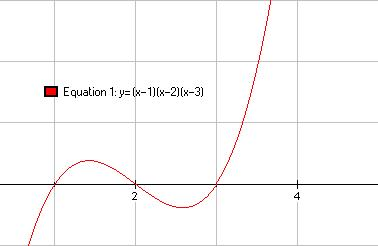
En rojo, polinomio cúbico con 3 raíces reales x=1, x=2, x=3.

En matemáticas, una raíz de un polinomio P(X) es un valor α tal que P(α) = 0. Por lo tanto, es una solución de la ecuación polinómica P(x) = 0 para la incógnita x, o también un cero de la función polinómica asociada.
Un polinomio distinto de cero con coeficientes en un determinado cuerpo puede tener raíces solo en un cuerpo «más grande», pero nunca tiene un número de raíces mayor que su grado. Por ejemplo (X2 - 2 = 0), que es de grado 2 y con coeficientes racionales, no tiene raíces racionales, pero tiene dos raíces en los números reales ℝ (y por lo tanto, también en los números complejos ℂ). El teorema fundamental del álgebra indica que cualquier polinomio de grado n con coeficientes complejos admite n raíces complejas (no necesariamente distintas).
La noción de raíz se generaliza, bajo el nombre de cero, a un polinomio de varias variables.

## Definiciones
Considérese un polinomio P(X) con una variable denotada comoX, con coeficientes en un cuerpo o más generalmente en un anillo conmutativo A (los coeficientes pueden por lo tanto pertenecer a un subanillo).

### Definición
| Definición de raíz: Una raíz en A del polinomio P es un elemento α de A tal que, si se sustituye la variable X por el valor α, se obtiene una expresión nula en A. |

Así, el polinomio (X2 - 2 = 0), con coeficientes en ℚ (y por lo tanto, también en ℝ o ℂ), no tiene ninguna raíz en ℚ pero tiene dos en ℝ (√2 y –√2) (y por lo tanto, también en ℂ). De hecho, si se sustituye √2 o –√2 por X en el polinomio, se obtiene 0.
Etimología: El término raíz proviene de las traducciones latinas de Robert de Chester y Gerardo de Cremona del término gizr. La palabra gizr significa 'raíz', y se traduce al latín como radix. El término gizr es utilizado por el matemático de origen persa del siglo VIII Al-Juarismi, en su tratado Kitâb al-jabr wa al-muqâbala, obra que se ocupó por primera vez de forma exhaustiva del cálculo de las raíces reales de la ecuación de segundo grado.

### Definición alternativa
| Definición equivalente: Una raíz en A del polinomio P es un elemento α de A tal que P(X) es divisible por (X – α) (dentro de A[X]). |

De hecho, si P(X) = (X - α) Q(X), entonces P(α) = 0 y viceversa, si P(α) = 0 entonces P(X) es igual a P(X) - P(α), combinación lineal de polinomios de la forma Xk - αk, todos divisibles por X – α.
En el ejemplo elegido, la igualdad:
es otra forma de denotar que √2 y –√2 son de hecho las dos raíces del polinomio.

### Definiciones relacionadas
El simple hecho de que el polinomio (X - α) sea unitario permite (sin necesidad de asumir la integridad en A) definir las siguientes nociones:
| Orden de multiplicidad, raíz simple, raíz múltiple: Si P es distinto de cero, entonces, para cualquier elemento α de A: - El mayor entero m tal que P(X) sea divisible por (X – α)m se llama el orden o multiplicidad de α en relación conP; - Este entero m se caracteriza por la existencia de un polinomio Q tal que P(X) = (X – α)mQ(X) y Q(α) ≠ 0 ; - Se dice que α es una raíz simple de P si m = 1, y raíz múltiple si m > 1. |

El polinomio (X2 - 2) es separable, es decir, no tiene raíces múltiples. Además, se divide en ℝ, en el siguiente sentido:
| Polinomio dividido: Si P es el producto de polinomios de primer grado con coeficientes en un cuerpo L, se dice que el polinomio P está dividido sobre L. |

P es entonces distinto de cero, y su coeficiente dominante es el producto de los coeficientes dominantes de estos polinomios de primer grado. De manera más general, se dice que un polinomio distinto de cero de L[X] se divide en L si es el producto de una constante y un producto (que puede ser vacío) de polinomios unitarios de primer grado. Tal descomposición es entonces única: cada término constante de uno de estos polinomios unitarios de primer grado es igual al opuesto de una raíz de P en L, y si esta raíz es de orden m, este factor se repite m veces. Por lo tanto, el número de estos factores es igual al grado de P.

## Existencia de raíces
| Cualquier ecuación polinómica real de grado impar admite al menos una solución real. |

Este es una aplicación del teorema del valor intermedio.
Sea K un cuerpo conmutativo y P un polinomio con una variable y con coeficientes en K.
Una extensión de K es un cuerpo que contiene a K; por tanto, ℝ y ℂ son extensiones de ℚ.
Surge una pregunta natural: si L1 y L2 son dos extensiones de K en las que se divide P, las raíces, vistas como elementos de L1, ¿son "equivalentes" a las raíces vistas como elementos de L2? Esta equivalencia existe: existe en L1 una sub-extensión "más pequeña", llamada cuerpo de descomposición de P, que contiene todas las raíces de P, e igualmente en L2 , y estas dos sub-extensiones de K son idénticas. En el ejemplo K = ℚ, P =  X2 - 2, este cuerpo de descomposición es el conjunto de números de la forma a + b √2, donde a y b son números racionales. Este conjunto está identificado (por un isomorfismo no único) con un cuerpo único de ℝ y del cuerpo ℚ de números algebraicos. Así, el par de raíces (√2, –√2) incluido en ℝ puede considerarse idéntico al incluido en ℚ.
| Existencia de raíces: Existe una extensión más pequeña L de K, única salvo isomorfismos, tal que P se puede dividir en L. La extensión L se llama cuerpo de descomposición desde P sobre K. |

El cuerpo L es tal que el polinomio P está dividido; por otro lado, otros polinomios con coeficientes en K no necesariamente se dividen en L. A fortiori, un polinomio con coeficientes en L tampoco se divide necesariamente en L. Se dice que un cuerpo L es algebraicamente cerrado si todo polinomio con coeficientes en L se divide en L.
| Existencia de una clausura algebraica: Existe una extensión menor algebraicamente cerrada de K, única (salvo isomorfismos). La extensión L se llama clausura algebraica de K. |

El cuerpo ℂ está algebraicamente cerrado, un resultado conocido como teorema fundamental del álgebra. El cierre algebraico de ℝ es ℂ. El de ℚ es el subcuerpo ℚ.

## Criterio diferencial para la multiplicidad de una raíz
| Teorema: Sea A un anillo conmutativo, P un polinomio con coeficientes en A y α una raíz de orden m de P. Entonces: - α es una raíz de orden al menos m - 1 del polinomio P' de P, e incluso de orden exactamente m - 1 si m es simplificable en A; - α es raíz de P, P', P'',…, P(m–1); - si m! se puede simplificar en A, α no es raíz de P(m). |

| Demostración |
| Por hipótesis, P(X) es de la forma (X – α)m Q(X) con m > 0 y Q(α) ≠ 0. Derivando, se obtiene P'(X) = (X – α)m–1R(X), con R(X) = mQ(X) + (X – α)Q'(X) y entonces R(α) = mQ(α), lo que prueba el primer punto. Los otros dos se deducen por inducción. Otro método es usar la regla de Leibniz, que también se aplica a las derivadas formales. |

En particular:
- Una raíz de P es múltiple si y solo si también es raíz de P';
- Si A es un cuerpo de característica 0, entonces para que α sea una raíz de orden r de P, es necesario y suficiente que P(α), P'(α), P''(α),…, P(r–1) (α) sean cero y P(r)(α) no sea cero.

En un cuerpo de característica p> 0, este último criterio no es válido porque el polinomio derivado de Xp es nulo.

## Relaciones entre los coeficientes y las raíces
Un polinomio {\displaystyle P} de grado {\displaystyle n} en un cuerpo K se escribe en su forma más general:
donde los {\displaystyle a_{i}} se denominan coeficientes de {\displaystyle x^{i}}.
Si {\displaystyle P} está dividido, también es posible definirlo gracias a sus raíces, es decir, al conjunto de valores de {\displaystyle x} que cancelan {\displaystyle P}. Así, el teorema fundamental del álgebra garantiza que cualquier polinomio de grado {\displaystyle n} con coeficientes complejos admite exactamente {\displaystyle n} raíces en {\displaystyle \mathbb {C} }, posiblemente múltiples (en {\displaystyle \mathbb {R} } por otro lado, esto no siempre es cierto). De ello se deduce que un polinomio {\displaystyle P} con coeficientes complejos se puede reescribir como:
con {\displaystyle x_{i}} siendo las raíces de {\displaystyle P}, que pueden ser múltiples. Las relaciones entre los coeficientes y las raíces llevan el nombre de François Viète, el primer matemático en enunciarlas en el caso de las raíces positivas.

### Relaciones de Viète

#### Polinomios simétricos
Se define el polinomio simétrico {\displaystyle k}-ésimo, denotado de la forma {\displaystyle \sigma _{k}}, como la suma de sus elementos multiplicada por {\displaystyle k}. Por ejemplo, los polinomios simétricos asociados a las variables {\displaystyle w}, {\displaystyle x}, {\displaystyle y} y {\displaystyle z} son:
{\displaystyle \sigma _{1}=w+x+y+z},
{\displaystyle \sigma _{2}=wx+wy+wz+xy+xz+yz},
{\displaystyle \sigma _{3}=wxy+wyz+xyz+xzw},
{\displaystyle \sigma _{4}=wxyz}.
Más generalmente,
{\displaystyle \sigma _{1}=\sum _{i=1}^{n}x_{i}},
{\displaystyle \sigma _{2}=\sum _{1\leq i<j\leq n}x_{i}x_{j}},
{\displaystyle \vdots }
{\displaystyle \sigma _{k}=\sum _{1\leq i_{1}<\cdots <i_{k}\leq n}x_{i_{1}}x_{i_{2}}\ldots x_{i_{k}}},
{\displaystyle \vdots }
{\displaystyle \sigma _{n}=x_{1}x_{2}\ldots x_{n}}.

#### Teorema
Sea {\displaystyle P} un polinomio dividido de grado {\displaystyle n} y {\displaystyle x_{i}} sus raíces {\displaystyle n}, que pueden ser múltiples. Entonces,
Estas relaciones se prueban desarrollando el producto {\displaystyle P=a_{n}(X-x_{1})(X-x_{2})\cdots (X-x_{n})} e identificando los coeficientes de expansión (que se expresan a partir de los polinomios simétricos de las raíces) con los coeficientes de {\displaystyle P=a_{n}X^{n}+a_{n-1}X^{n-1}+\cdots +a_{0}}.

#### Ejemplos
- Caso {\displaystyle n=2}. Sea {\displaystyle P=aX^{2}+bX+c} y sean {\displaystyle x_{1},x_{2}} sus raíces. Entonces:[7]
{\displaystyle x_{1}+x_{2}=-{\frac {b}{a}}},
{\displaystyle x_{1}x_{2}={\frac {c}{a}}}.
- Caso {\displaystyle n=3}. Sea {\displaystyle P=aX^{3}+bX^{2}+cX+d} y sean sus raíces {\displaystyle x_{1},x_{2},x_{3}}. Entonces,[8]
{\displaystyle x_{1}+x_{2}+x_{3}=-{\frac {b}{a}}},
{\displaystyle x_{1}x_{2}+x_{1}x_{3}+x_{2}x_{3}={\frac {c}{a}}},
{\displaystyle x_{1}x_{2}x_{3}=-{\frac {d}{a}}}.

### Sumas de Newton

#### Ejemplo introductorio
Sea el polinomio dado {\displaystyle P=X^{3}+2X^{2}+3X+4}, con {\displaystyle a}, {\displaystyle b}, y {\displaystyle c} sus raíces. Se desea determinar la suma {\displaystyle a^{2}+b^{2}+c^{2}}. Para ello, se dispone de la siguiente identidad:
para que, según las relaciones de Viète:

#### Teorema
Las sumas de Newton son una generalización de este principio. Se establece {\displaystyle s_{k}=x_{1}^{k}+\cdots +x_{n}^{k}}, donde {\displaystyle x_{i}} son las raíces de {\displaystyle P=a_{n}X^{n}+a_{n-1}X^{n-1}+\ldots +a_{0}} (en particular, {\displaystyle s_{0}=n}). El método presentado en el ejemplo está generalizado, pero los cálculos se vuelven complicados. Por otro lado, se puede demostrar directamente que, para {\displaystyle d\leq n}:
{\displaystyle a_{n}s_{1}+a_{n-1}=0},
{\displaystyle a_{n}s_{2}+a_{n-1}s_{1}+2a_{n-2}=0},
{\displaystyle a_{n}s_{3}+a_{n-1}s_{2}+a_{n-2}s_{1}+3a_{n-3}=0},
{\displaystyle \vdots }
{\displaystyle a_{n}s_{d}+a_{n-1}s_{d-1}+\ldots +a_{n-d+1}s_{1}+da_{n-d}=0}.

### Continuidad de las raíces
Debido a su expresión polinomial, los coeficientes de un polinomio de coeficientes complejos son funciones continuas de sus raíces. Lo contrario es cierto pero más difícil de demostrar. Considérese la aplicación {\displaystyle F:\mathbb {C} ^{n}\to \mathbb {C} ^{n}} definida por:
{\displaystyle F(z_{1},\dots ,z_{n})=(-\sigma _{1},\sigma _{2},\dots ,(-1)^{n}\sigma _{n})}
donde {\displaystyle \sigma _{i}} son los polinomios simétricos elementales definidos a partir de {\displaystyle (z_{1},\dots ,z_{n})}.
{\displaystyle F(z_{1},\dots ,z_{n})} reúne la lista de los coeficientes de los polinomios mónicos {\displaystyle (X-z_{1})\cdots (X-z_{n})} (excepto el coeficiente dominante igual a 1). Según el teorema fundamental del álgebra, esta aplicación es sobreyectiva. F es continua, ya que los coeficientes del polinomio son funciones continuas de las raíces. La factorización canónica de F conduce a la introducción de la siguiente relación de equivalencia en el conjunto inicial {\displaystyle \mathbb {C} ^{n}} de F:
{\displaystyle (z_{1},\dots ,z_{n}){\mathcal {R}}(z_{1}',\dots ,z_{n}')\iff F(z_{1},\dots ,z_{n})=F(z_{1}',\dots ,z_{n}')\iff \exists \varphi \in {\mathfrak {S}}_{n},\forall i,z_{i}'=z_{\varphi (i)}}
donde {\displaystyle {\mathfrak {S}}_{n}} es el grupo simétrico en el conjunto {\displaystyle \{i,\dots ,n\}} de los índices.
Ahora, se denota como {\displaystyle \mathbb {C} ^{n}/{\mathfrak {S}}_{n}} al conjunto cociente. Se dota al conjunto con una topología cociente. F se factoriza en la forma {\displaystyle {\overline {F}}\circ \pi }, donde {\displaystyle \pi } es la proyección canónica de {\displaystyle \mathbb {C} ^{n}} en {\displaystyle \mathbb {C} ^{n}/{\mathfrak {S}}_{n}}, y F}} la aplicación de {\displaystyle \mathbb {C} ^{n}/{\mathfrak {S}}_{n}} en {\displaystyle \mathbb {C} ^{n}} que, a una clase de equivalencia representada por {\displaystyle (z_{1}\cdots ,z_{n})}, asocia la secuencia de polinomios simétricos elementales correspondientes. Entonces, se puede demostrar que F es un homeomorfismo entre el conjunto {\displaystyle \mathbb {C} ^{n}/{\mathfrak {S}}_{n}} de las raíces del polinomio (salvo permutaciones) y el conjunto {\displaystyle \mathbb {C} ^{n}} de los coeficientes del polinomio.

## Cálculo de raíces
Se puede usar el método de Muller para calcular las raíces de un polinomio. Se interpola el polinomio P mediante un polinomio de grado dos: {\displaystyle a_{2}x^{2}+b_{2}x+c_{2}} según el polígono interpolante de Lagrange. Los coeficientes se determinan evaluando P en tres puntos ({\displaystyle x_{0},x_{1},x_{2}}):
- {\displaystyle a_{2}={\frac {P[x_{0},x_{1}]-P[x_{1},x_{2}]}{x_{0}-x_{2}}}=P[x_{0},x_{1},x_{2}]}
- {\displaystyle b_{2}=P[x_{1},x_{2}]-a_{2}\times (x_{1}+x_{2})}
- {\displaystyle c_{2}=P(x_{2})-a_{2}\times x_{2}^{2}-b_{2}\times x_{2}}

con: {\displaystyle f[u,v]={\frac {f(u)-f(v)}{u-v}}.}
Pero usando este polinomio de aproximación, la elección de la raíz de este polinomio es problemática. Müller tuvo entonces la idea de utilizar el mismo polinomio, pero en la forma: {\displaystyle a_{n}(x-x_{n})^{2}+b_{n}(x-x_{n})+c_{n}} con {\displaystyle x_{n}} que tenderá hacia la raíz. Una característica especial de este algoritmo es que {\displaystyle x_{n}} puede ser un número complejo. Coeficientes:
- {\displaystyle a_{n}=P[x_{n-2},x_{n-1},x_{n}]}
- {\displaystyle b_{n}=P[x_{n-1},x_{n}]-a_{n}\times (x_{n-1}-x_{n})}
- {\displaystyle c_{n}=P(x_{n})}

Este método es autoconvergente: el cálculo de la raíz se irá afinando poco a poco. Por lo tanto, se puede comenzar con {\displaystyle x_{0}=-1}, {\displaystyle x_{1}=0} y {\displaystyle x_{2}=1} y {\displaystyle n=2}. Siempre que el polinomio no desaparezca en {\displaystyle x_{n}}, se pasa a la siguiente iteración {\displaystyle n+1} con:
- {\displaystyle r={\sqrt {b_{n}^{2}-4a_{n}c_{n}}}}, donde {\displaystyle b_{n}^{2}-4a_{n}c_{n}} puede ser negativo o complejo.
  - {\displaystyle d={\frac {-2c_{n}}{b_{n}-r}}} si {\displaystyle |b_{n}+r|<|b_{n}-r|}
  - {\displaystyle d={\frac {-2c_{n}}{b_{n}+r}}}, o de lo contrario
- {\displaystyle x_{n+1}=x_{n}+d.}

Finalmente, el cero es {\displaystyle x_{n}.}